# Rufolychnia borencona
Rufolychnia borencona is een keversoort uit de familie glimwormen (Lampyridae). De wetenschappelijke naam van de soort werd voor het eerst geldig gepubliceerd in 1922 door Leng & Mutchler.